# Bretó antic

Reculada de les àrees de parla bretona

Bretó antic (henvrezhoneg en bretó) és el nom que actualment es dona al bretó armoricà que es parlava abans de l'any 1100. El text més antic en bretó antic es troba al manuscrit de Leiden i data de finals del segle viii o ix. Fou continuat pel bretó mitjà.

## Inscripció de Lomarec
La transcripció més antiga en bretó antic es va trobar a l'interior d'un sarcòfag dins una capella a la vila de Lomarec, dins el municipi de Crac'h, vora d'Auray: «irha ima in ri», en bretó modern : «amañ emañ ar roue» (noteu la substitució del mot cèltic ri (cf en gaèlic i gal rix) pel neologisme fràncic roue), que significa «aquí reposa el rei». La inscripció està datada en l'època del rei Waroc'h, i alguns pensen que hi fou enterrat. Els elements de suport d'aquesta tesi són :
- l'etimologia d'Auray, on la hipòtesi dona el significat de «cort reial» (del llatí «aula regia»).
- la data de fundació d'Auray : en el segle V ja hi existia un Castell de mota i pati.